# Las Aventuras de Dios
 (срп. Авантуре Бога или Божије авантуре) је аргентиска фантастична драма из 2000. године, снимљена по режији и сценарију Елисеа Субијела. Филм је премијерно приказан 1. септембра у Канади.

## Радња
Сниман у техници дигиталног видеа, ова надреална, метафизичка медитација о постојању и идентитету затиче човјека (Пасту Диогвардија) и жену (Флор Сабатељ) ухваћене у наизглед сну који се дешава у лавиринтским ходницима и чудним собама хотела на мору у стилу 1930их година. Човјек не зна ништа о својој прошлости нити како је доспио у овај хотел, али га двојица људи оптужују да је починио неки злочин раније у животу. Сваки пут када заспи, њега муче исти снови у којима живи у сиромашном стану са женом и бебом. Постепено, човјек и жена се заљубљују једно у друго и покушавају да схвате шта им је донијело ово заточеништво. Скупа доносе одлуку да екстремним мјерама покушају да побјегну из сна. Сан постаје још озбиљнији када пар схвати да један од хотелских станара заправо сања њих.

## Главне улоге
- Паста Диогварди као главни лик
- Флор Сабатеља као Валери
- Данијел Фреире као Исус Христ
- Лоренсо Кинтерос
- Марија Консепсион Сесар
- Хосе Марија Гутијерез
- Валтер Балзарини
- Енрике Блугерман